# Dysdera crocata
Dysdera crocata es una especie de arañas araneomorfas de la familia Dysderidae.

## Distribución geográfica

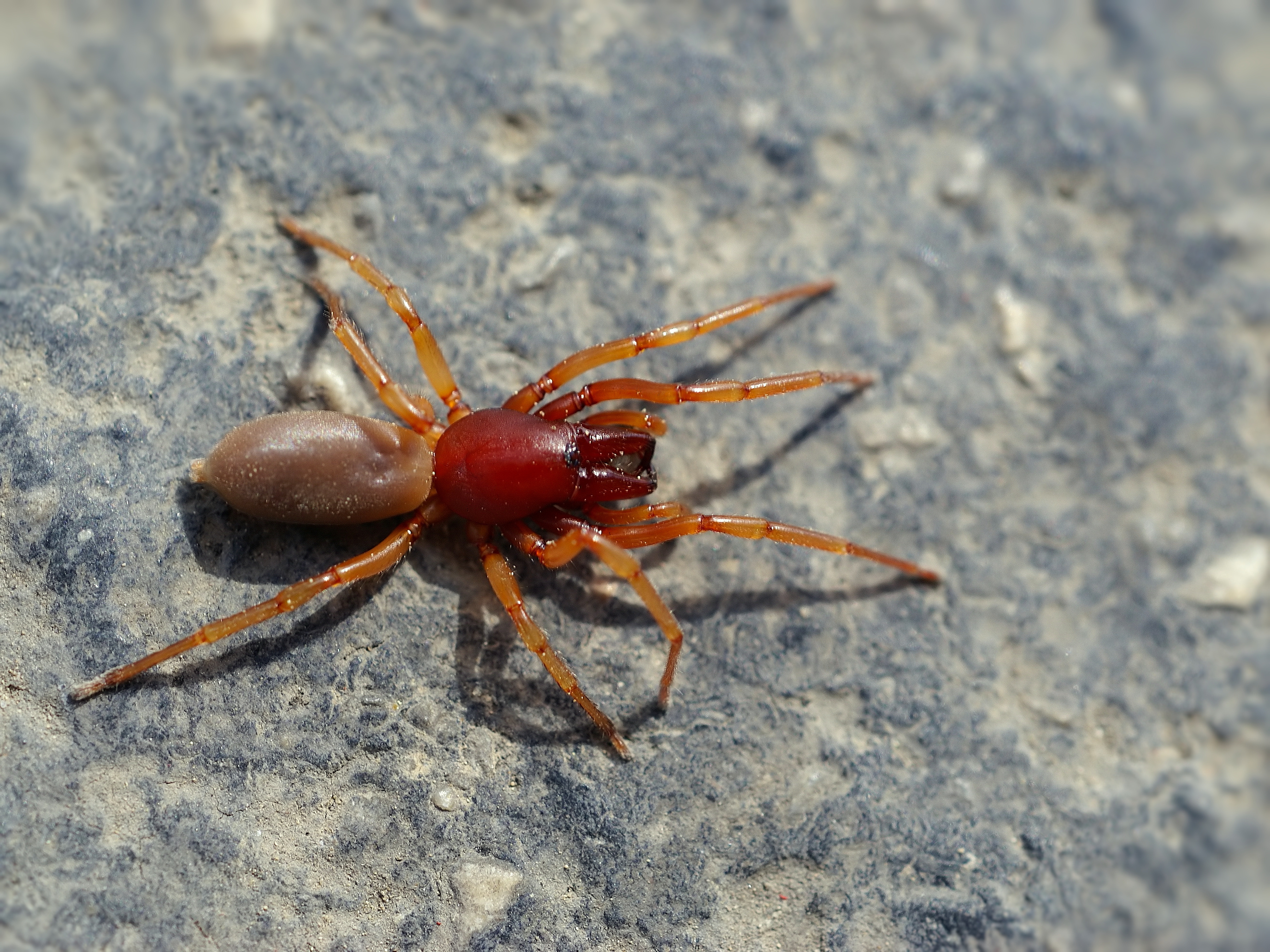
Dysdera crocata macho

Esta especie, originalmente Mediterránea, posee actualmente una distribución cosmopolita, abarcando Eurasia (excepto Escandinavia) y partes de Norteamérica (México)y Sudamérica (presente en Uruguay, Argentina y Chile), así también países como Sudáfrica, Australia, y Nueva Zelanda.
En España, está incluida en el Catálogo Español de Especies Exóticas Invasoras, regulado por el Real Decreto 630/2013, limitando el ámbito de aplicación de la normativa a las islas Canarias, donde Dysdera crocata es perjudicial.

## Morfología

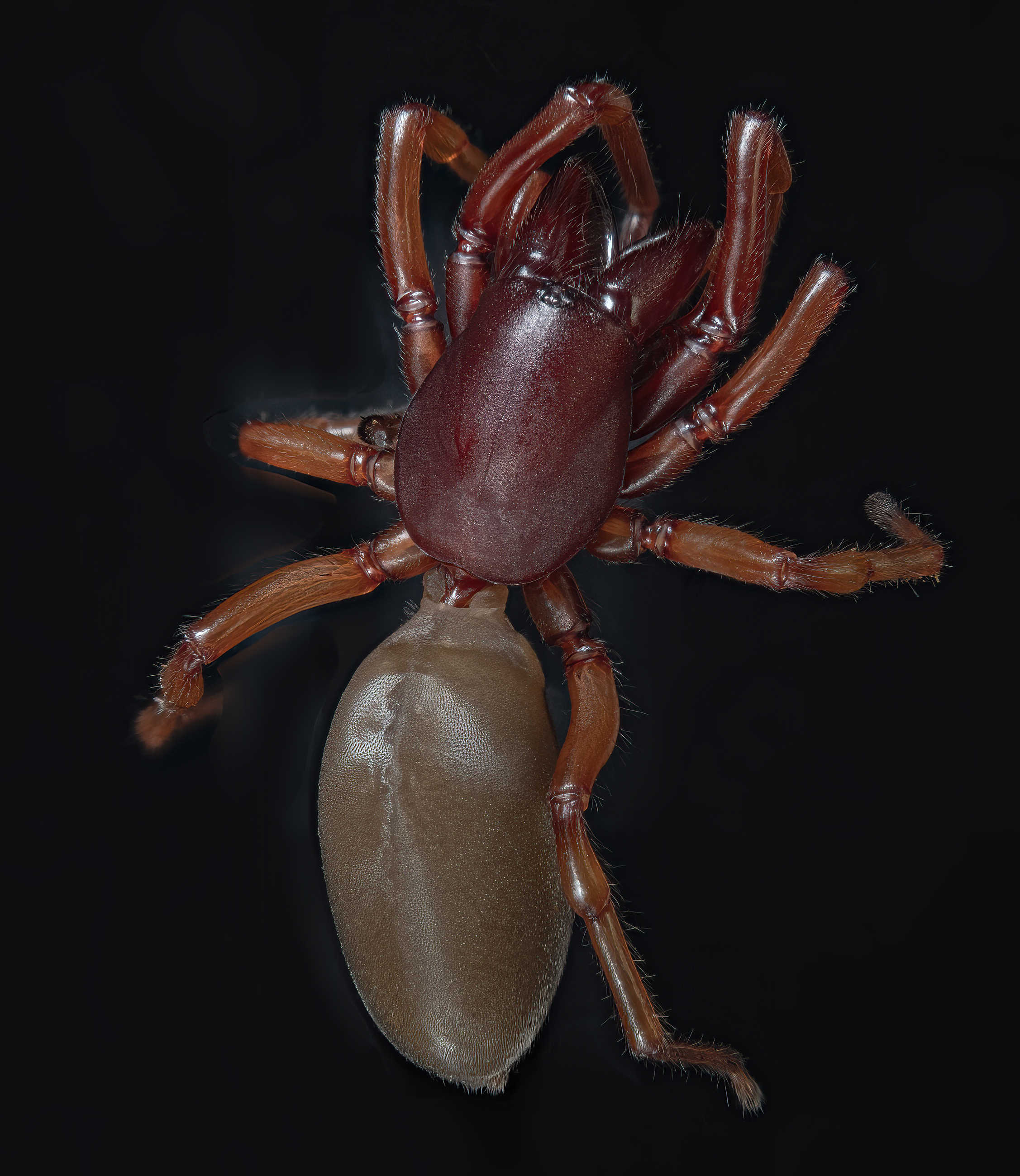
Araña Dysdera crocata

Tiene el grupo ocular compacto de seis ojos. Presenta un color rojo parduzco y unos quelíceros potentes. La longitud de sus patas es similar a la de su cuerpo lo que le permite un movimiento rápido y ordenado. Su cuerpo mide cerca de 2 centímetros sin considerar las patas.